# Michael Kauter
Michael Kauter (n. 18 februarie 1979, Berna, Berna, Elveția) este un scrimer elvețian specializat pe spadă, laureat cu bronz european la individual în 2008 și vicecampion european pe echipe în 2009.

## Carieră
Este fiul lui Christian Kauter și fratele cel mai mare lui Fabian Kauter, și ei scrimeri de performanță. S-a apucat de scrimă la Fechtclub Bern. A cucerit medalia de argint la Campionatul Mondial pentru juniori din 1997 de la Tournai și la Campionatul European pentru juniori din 1996 de la Gdańsk în 1997. 
La seniori a câștigat etapa de Cupa Mondială de la Lisabona în sezonul 2006-2007. În sezonul următor a cucerit Trofeul Jockey Club Argentino. La Campionatul European din același an, a ajuns în semifinală, unde a pierdut la limită cu germanul Martin Schmitt. La Jocurile Olimpice de vară din 2008 de la Beijing l-a învins în turul întâi pe ucraineanul Bohdan Nikișîn, dar a pierdut cu olandezul Bas Verwijlen, clasându-se pe locul 11.
După Beijing a trecut printr-o perioadă grea. A participat doar ca rezervă la Campionatul European din 2009 de la Plovdiv, under Elveția a cucerit medalia de argint. În sezonul 2009-2010 nu a mai fost selecționat în lotul național și a decis să se retragă din activitatea competițională.`
După o pauză de doi ani s-a intors în competiții de Cupa Mondială în timpul sezonului 2014-2015, cel mai bun rezultat fiind locul 15 la etapa de la Tallin din 2015.

## Legături externe
- en  Prezentare Arhivat în 24 septembrie 2015, la Wayback Machine. la Confederația Europeană de Scrimă
- en Michael Kauter la Olympedia.org